# Ob (Bidingen)
Ob ist ein Gemeindeteil der Gemeinde Bidingen im schwäbischen Landkreis Ostallgäu.
Das Kirchdorf liegt circa zwei Kilometer südlich von Bidingen auf der Gemarkung Bernbach. Durch das Dorf verläuft die Kreisstraße OAL 8, südlich führt die Bundesstraße 472 am Ort vorbei.
Der Name des Ortes entspricht dem Mundartausdruck für „Au“, mhd. ouwe, man sagt deshalb „in der Ob“.
Ob war bis zu deren Auflösung zum Jahresende 1977 ein Gemeindeteil der Gemeinde Bernbach und wurde am 1. Januar 1978 in die Gemeinde Bidingen umgegliedert.

## Baudenkmäler

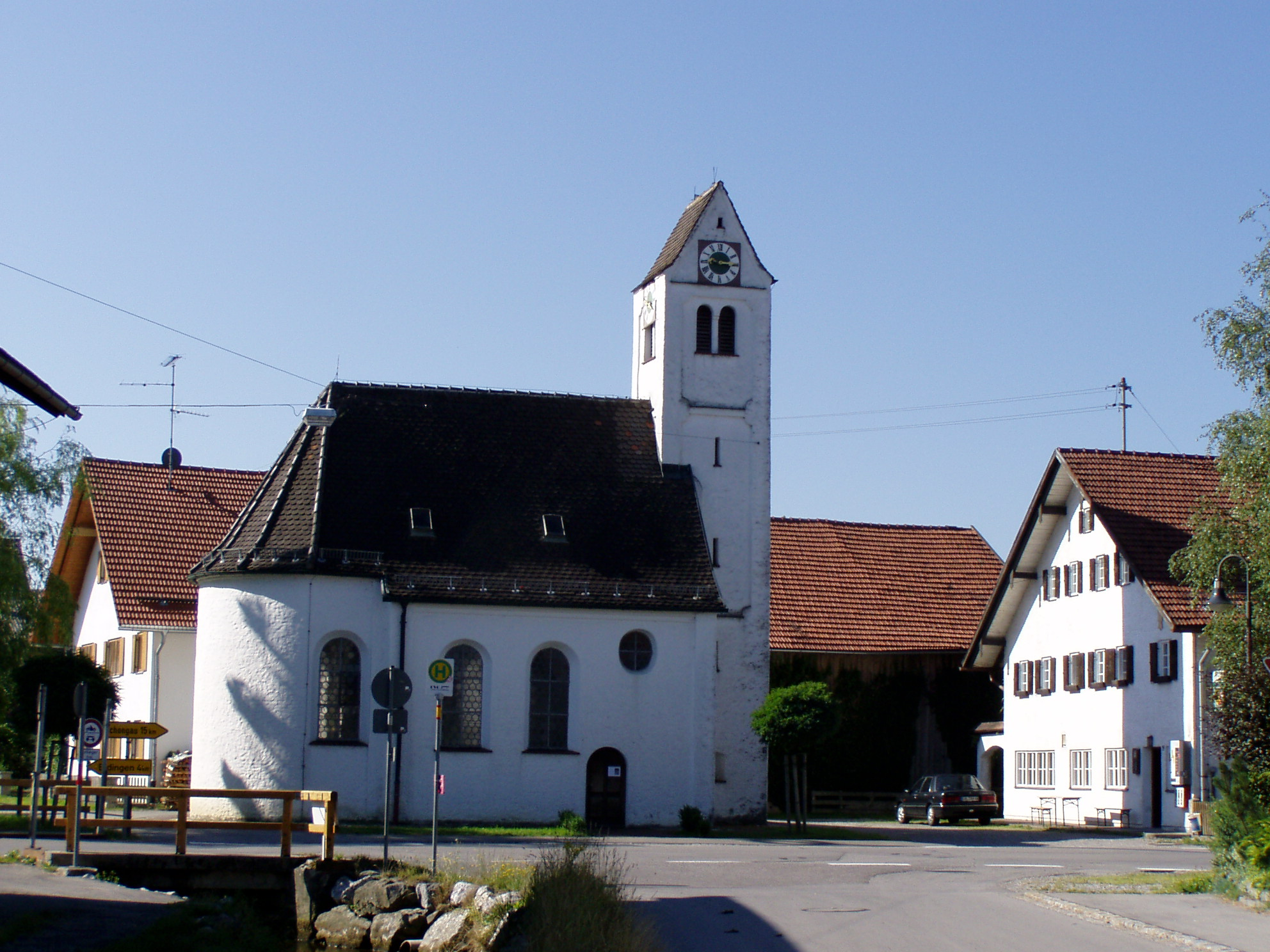
Kapelle St. Michael

Siehe auch: Liste der Baudenkmäler in Ob
- Kapelle St. Michael, erbaut 1662